# Estación de Sabadell Centro
Sabadell Centro (en catalán Sabadell Centre) es una estación ferroviaria subterránea de Rodalies de Catalunya situada en la ciudad española de Sabadell, en la provincia de Barcelona, Cataluña. Forma parte de la línea de cercanías R4.

## Situación ferroviaria
Se encuentra ubicada en el punto kilométrico 342,800 de la línea férrea de ancho ibérico que une Zaragoza con Barcelona por Lérida y Manresa a 216 metros de altitud. El tramo es de vía doble y está electrificado.

## La estación
El recinto, una de las tres estaciones de Adif con las que cuenta la ciudad, data de 1973. Fue construida poco después del soterramiento de las vías a su paso por el núcleo urbano. Es por ello una estación subterránea, con dos accesos situados a cada lado de la Gran Vía. Cuenta con dos niveles. En el primero se encuentran las taquillas, las máquinas expendedoras de billetes y los torniquetes de acceso. En el segundo están los dos andenes laterales de 250 metros de longitud que se sitúan bajo la bóveda del túnel que da cobijo a las vías siguiendo el esquema clásico de una estación de metro.

## La antigua estación

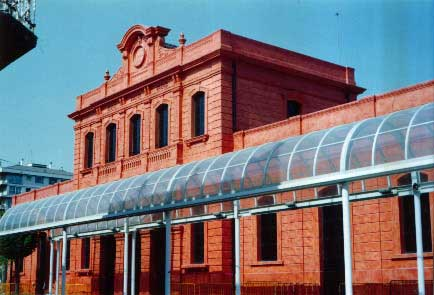
Antigua estación

Con anterioridad el centro de Sabadell contaba con una estación al aire libre, construida en 1889 por Gabriel Batllevell, que había venido a sustituir la antigua estación construida en 1855, y que había supuesto la llegada del tren a Sabadell. El edificio de la estación dejó de utilizarse después del soterramiento de la vía en 1973. Desde 1991 el edificio se utiliza como terminal de autobuses, también es la sede de la Asociación de Amigos del Ferrocarril Valles Fer. 
Dicho edificio está catalogado como Bien Cultural de Interés Local por parte de la Generalidad de Cataluña. 

## Servicios ferroviarios

### Cercanías
Forma parte de la Línea R4 de Cercanías Barcelona operada por Renfe. La frecuencia media entre semana es un tren cada 20 minutos, mientras que los fines de semana los trenes circulan cada 30-60 minutos.
| << cabecera | < estación                      | línea | estación >              | cabecera >>     |
| --- | ------------------------------- | ----- | ----------------------- | --------------- |
| Rodalies de Catalunya de Renfe                                                                                      |                                 |       |                         |                 |
| Hospitalet Martorell Villafranca del Panadés San Vicente de Calders                                                 | Sabadell Sur San Andrés Arenal1 |       | Sabadell Norte Tarrasa1 | Tarrasa Manresa |
| 1. Algunos trenes origen/destino Manresa son semidirectos, siendo la siguiente estación San Andrés Arenal o Tarrasa |                                 |       |                         |                 |